# Фигейреду (Гимарайнш)
Фигейреду (порт. Figueiredo) — район (фрегезия) в Португалии, входит в округ Брага. Является составной частью муниципалитета Гимарайнш. Находится в составе крупной городской агломерации Большое Минью. По старому административному делению входил в провинцию Минью. Входит в экономико-статистический субрегион Аве, который входит в Северный регион. Население составляет 484 человека на 2001 год. Занимает площадь 2,11 км².
Покровителем района считается Святой Пайю (порт. São Paio).